# 天紀 (星官)
天纪是中国古代星官名，属三垣之中的天市垣，指的是維持天下綱紀，主訴訟的官員，天纪星官共由九星组成，在现在通用的88星座中分别属于北冕座和武仙座。

## 天纪九星
- 天纪一，北冕座ξ，视星等5.59
- 天纪二，武仙座ζ，视星等2.89
- 天纪三，武仙座ε，视星等3.92
- 天纪四，武仙座59，视星等5.29
- 天纪五，武仙座61，视星等6.21
- 天纪六，武仙座68，视星等4.82
- 天纪七
- 天纪八
- 天纪九，武仙座θ，视星等3.86

## 天纪增十四星
清钦天监1752年编成《仪象考成》星表，天纪增加了14颗肉眼可见的星，比较亮的有：
- 天纪增一，武仙座η，视星等3.50

## 古书记载
- 《晉書‧天文志》：「天紀九星，在貫索東，九卿也，主萬事之紀，理怨訟也。」